# Дубовое (Полтавская область)
Дубовое (укр. Дубове) — село,
Андреевский сельский совет,
Хорольский район,
Полтавская область,
Украина.
Код КОАТУУ — 5324880305. Население по переписи 2001 года составляло 131 человек.

## Географическое положение
Село Дубовое находится на расстоянии в 1 км от села Андреевка и в 1,5 км от сёл Третьяково, Григоровка и Софино.

## История
Есть на карте 1869 как хутор Дубовый